# Федерико II Гонзага
Вижте пояснителната страница за други личности с името Федерико Гонзага.
Федерико II Гонзага (на италиански: Federico II Gonzaga; * 17 май 1500, Мантуа; † 28 юни 1540, Мармироло) от род Гондзага е от 1519 г. маркграф и от 1530 г. 1-ви херцог на Мантуа, и от 1533 г. маркграф на Монферат (като Федерико I).

## Произход
Той е син на Франческо II Гонзага (* 1466, † 1519), маркграф на Мантуа, и на съпругата му Изабела д’Есте (* 1474, † 1539). По бащина линия е внук на Федерико I Гонзага, маркграф на Мантуа, и Маргарета Баварска, а по майчина – на Ерколе I д’Есте, втори херцог на Ферара, и на Елеонора Арагонска. Има двама братя и четири сестри:
- Елеонора (* 1493; † 1550), херцогиня на Урбино като съпруг на Франческо Мария I дела Ровере;
- Маргарита (*/ † 1496);
- Иполита (* 1503; † 1570), монахиня;
- Ерколе (* 1505; † 1563), кардинал, регент на Мантуанското херцогство;
- Феранте I (* 1507, † 1557), граф на Гуастала, вицекрал на Сицилия, вицекрал на Милано, княз на Молфета;ѝ като съпруг на Изабела ди Капуа;
- Ливия (* 1508; † 1569), монахиня с името „Паола“

Има и три полусестри от извънбрачни връзки на баща си.

## Биография

### Начални години
Израства между двора на Франция и папския двор на Юлий II, където през 1510 г. е изпратен като политически заложник, за да позволи освобождаването на своя баща – пленник на венецианците. Както император Максимилиан I, така и френският крал Луи XII обаче съветват майка му да не го изпраща в Рим, изразявайки силни съмнения относно истинските намерения на папата спрямо много младия Федерико. Юлий II е смятан за човек с покварен морал и според обичая на времето едно обвинение в содомия е достатъчно, за да дискредитира противника. Юлий II проявява голяма привързаност към Федерико: винаги иска той да е наоколо, на лов и партита, и да седи на масата му, докато яде. Изглежда също, че папата включва негов портрет сред героите на „Атинската школа“ на Рафаело Санцио: детето, което се появява зад философа, увенчан с лозови листа, или юношата с дълга коса. Това се потвърждава от писмо от посланика на Мантуа, който през 1511 г. пише на майка си, че Джулио иска да изобрази малкото момче в Стаите на Рафаело.
След смъртта на баща си през 1519 г. Федерико го наследява като маркиз и владетел на Мантуа, оставайки под регентството на майка си и попечителството на чичовците си Сиджизмондо и Джовани Гонзага. На 7 април 1521 г. получава императорската инвеститура от Карл V.

### Капитан на Църквата
Въпреки липсата на военен опит на 1 юли 1521 г. Федерико II е назначен за геенрален кaпитан на Църквата от папа Лъв X. Това назначение обаче го отдалечава от имперската орбита, към която той веднага показва, че се чувства ориентиран. За да се избегне обвинение в тежко престъпление, във военния договор е уточнено, че в случай на враждебност към Императора маркизът на Мантуа ще бъде освободен от битка. Това обаче е само средство, тъй като е изготвена тайна политика, чрез която Федерико II се ангажира да се бори и срещу Свещената Римска империя. По-късно обаче позициите на маркиза стават открито проимперска и майка му Изабела, която продължава политическата си дейност дори след избирането на сина си, решава да изчезне компрометиращата клауза, като плаща за премахването й на Пиетро Ардингело, секретар на Курията и доверен човек на Лъв X. Военните умения на Федерико II са очевидни по време на обсадата на Павия през 1522 г,, когато той  умело и с малко хора ръководи отбраната на града срещу голямата френско-венецианска армия.
Тази негова двойна роля като генерален капитан на папската армия и верен съюзник на императора е подчертана през ноември 1526 г., когато позволява транзита на ландскнехтите на Карл V през неговите земи, през портата на Куртатоне дел Серальо, забавяща в същото време време похода на войските на Конякската лига под командването на Джовани дале Банде Нере, подкрепян от Алоизио Гонзага, които се бият в битката при Говерноло на 25 ноември 1526 г.

### Брачни преговори
Още на 2-годишна възраст Федерико е сгоден за Луиза Борджия, дъщеря на Чезаре Борджия и Шарлот д'Албре. Споразумението има за цел да разреши различията между двамата бащи. Сватбата обаче не се състои поради смъртта на папа Александър VI на 18 август 1503 г.
Федерико вече е бил обещан в млада възраст за съпруг на предполагаемата наследница на Маркграфство Монферат Мария Палеологина. По това време тя е само на 8 г., така че е съставен брачен договор, който предвижда, че преди да консумира брака, трябва да се изчака тя да достигне 16 г. През този период обаче нещата се променят: Федерико се страхува, че вече няма да може да присъедини Монферат към своите владения, защото управляващият маркиз Бонифаций IV, брат на Мария, изглежда преодолял здравословните си проблеми, които го измъчват на младини възраст и които го обричат на ранна смърт. По този начин е организиран фалшив заговор срещу любовницата на Федерико Изабела Боскети, която се предполага, че е подкрепяна от годеницата му Мария и нейната майка Анна д'Алансон. Така Федерико успява да накара да анулира брачния договор папа Климент VII на 6 май 1529 г. 

### Херцог на Мантуа
В този момент император Карл V предлага на Федерико II брак с леля си Джулия Арагонска, дъщеря на Федерико I Неаполитански, която е по-възрастна от него и заподозряна в стерилитет. С обещанието за брак идва и дългоочакваната херцогска титла. Федерико II, изправен пред перспективата за безплоден брак, не бърза, но след като получава титлата на херцог от императора, който влиза триумфално в Мантуа на 25 март 1530 г., пристигат новините за внезапната смърт на Бонифаций IV от Монферат, причинена от падане от кон. Така се възражда интересът му към Мария Палеологина, която се връща като определената наследница на Маркграфство Монферат, като се има предвид, че наследникът на Бонифаций, нейният чичо Джовани Джорджо, вече е сериозно болен и няма да живее дълго. В отчаян опит да увековечи мъжката линия на Палеолозите, Джовани Джорджо приема предложението на императора да се ожени за Джулия Арагонска. По този начин Федерико нарушава брачното споразумение с императора, който прощава обидата, като прибира 50 000 златни скуди като компенсация, и се заема да убеди папата да анулира предишното решение и да направи отново валиден договора с Мария. Всички тези интриги обаче са осуетени от внезапната смърт на Мария (15 септември 1530 г.), която настъпва няколко дни преди папската бележка, която потвърждава валидността на договора. В този момент Анна д'Алансон, страхувайки се, че Монферат ще бъде включен във Франция или в Савоя, решава да се довери на Федерико, като му предлага ръката на втората си дъщеря Маргарита. Бракът е сключен на 16 ноември 1531 г., а през 1533 г., след смъртта на Джовани Джорджо Монферат преминава към семейство Гонзага след изчезването на законната мъжка наследствена линия, отново с одобрението на Карл V, присъстващ за втори път в Мантуа през 1532 г.
През 1537 г. Мантуа за първи път е определена за седалище на Вселенския събор. Федерико II се страхува, че провеждането му в града ще доведе до прекомерни разходи и загуба на власт. Затова той изпраща един от своите дипломати, Джамбатиста Абати, при папа Павел III, за да поиска ресурси за адекватен брой войски в Мантуа, запазвайки като в същото време прерогативите за правораздаване. Изправена пред тези искания, Мантуа бързо е определена за седалище на събора.

### Последни години и смърт
Постигнал всичките си цели, Федерико II прекарва последните години от живота си (вече подкопан от сифилис – болест, наследена от баща му Франческо II) в украсата на Херцогския дворец в Мантуа. Той е и поръчител на Палацо Те – резиденцията, построена от Джулио Романо между 1525 и 1534 г. извън стените на Мантуа за любовницата на маркиза Изабела Боскети, племенница на големия държавник, дипломат и литератор Балдасаре Кастильоне.
Федерико II умира от сифилис през 1540 г. във вилата си в Мармироло малко повече от година след смъртта на майка си. Погребан е в църквата „Санта Паола“ в Мантуа и по-късно тленните му останки са прехвърлени в Палатинската базилика „Санта Барбара“.

## В литературата
Федерико II Гонзага е прославен от Лудовико Ариосто в поемата му „Бесният Орландо“.

## Брак и потомство
Жени се два пъти:
∞ 1. 1517 в Казале за Мария Палеологина (* 19 септември 1508, Казале; † 15 септември 1530, пак там), дъщеря на маркграф Вилхелм XI от Монферат и на съпругата му принцеса Анна д’Алансон, от която няма деца;
∞ 2. 16 ноември 1531 за Маргарита Палеологина (* 11 август 1510, † 28 декември 1556), сестра на първата му съпруга, от която има четири сина и три дъщери:
- Франческо III Гонзага (* 10 март 1522 Мантуа, † 22 февруари 1550 пак там), 2-ри херцог на Мантуа и Монферат от 1540; ∞ 1549 за Катарина Австрийска (* 1533, † 1572), дъщеря на император Фердинанд I, от която няма деца;
- Елеонора Гонзага, монахиня
- Анна Гонзага, монахиня
- Изабела Гонзага (* 18 април 1537, Мантуа; † 16 август 1579, Викария), ∞ 1554 за Франческо Фердинандо д'Авалос (* август 1531, Иския; † 31 юли 1571, Палермо), маркиз на Васто, управител на Миланското херцогство (1560 – 1563) и вицекрал на Сицилия (1568 – 1571), от когото има 2 сина;
- Гулиелмо Гонзага (* 24 април 1538, Мантуа; † 14 август 1587, Гойто), 3-ти херцог на Мантуа и маркграф на Монферат от 1550, ∞ 1561 за Елеонора Австрийска (1534 – 1594), дъщеря на император Фердинанд I, от която има 1 син и 2 дъщери;
- Лудовико Гонзага-Невер (* 18 септември 1539, Мантуа; † 23 октомври 1595, Нел), херцог на Невер и Ретел 1565, ∞ 1565 за Анриет дьо Клев (* 1542, † 1601), дъщеря на херцог Франсоа I дьо Невер-Клев, от която има 3 сина и 2 дъщери;
- Федерико Гонзага (* 1540, † 21 февруари 1565), епископ на Мантуа, 1563 кардинал

От извънбрачната си връзка с Изабела Боскети (* ок. 1502, † сл. 1542) има един син и вероятно една дъщеря:
- Алесандро Гонзага (* 1520, Мантуа; † 1580 пак там), държавен съветник на херцога на Мантуа – неговият племенник Феранте I, служи като военен на Хабсбургите във Фландрия; има 2 сина и 2 дъщери;
- Емилия Кауци Гонзага (* 1524, Мантуа; † 3 април 1573„ Кремона), с вероятен баща граф Франческо Кауци ди Калвизано, ∞ 1530 за кондотиера Карло Гонзага (* 26 декември 1523, † 13 юни 1555, Гацуоло), от 1530 г. 1-ви маркиз на Гацуоло, граф на Сан Мартино, господар на Дозоло, от когото има 7 сина и 3 дъщери.